# Eresia lansdorfi
Eresia lansdorfi é uma espécie de inseto; uma borboleta neotropical da família Nymphalidae e subfamília Nymphalinae, encontrada do sudeste e sul do Brasil (Bahia, Espírito Santo, Minas Gerais, Rio de Janeiro, São Paulo, Paraná, Santa Catarina e Rio Grande do Sul) até o Paraguai, Uruguai e norte da Argentina. Foi classificada por Godart, com a denominação de Heliconia lansdorfi, em 1819. Suas lagartas se alimentam de folhas de Ruellia brevifolia (gênero Ruellia).

## Descrição
Indivíduos desta espécie possuem as asas longas e estreitas e são de coloração geral negra, vistos por cima, com uma mancha transversal que vai do vermelho intenso ao laranja, característica, ocupando uma parte superior das asas anteriores, de uma margem lateral à outra; de onde parte um filete de coloração amarelada até o corpo do animal. Nas asas posteriores existe uma mancha longitudinal de igual coloração amarelada. Vistos por baixo, apresentam padrão de amarelo igual, ou rosado, também cobrindo a área de sua mancha vermelho-alaranjada, às vezes com elegantes delineamentos alaranjados em suas asas anteriores e posteriores.

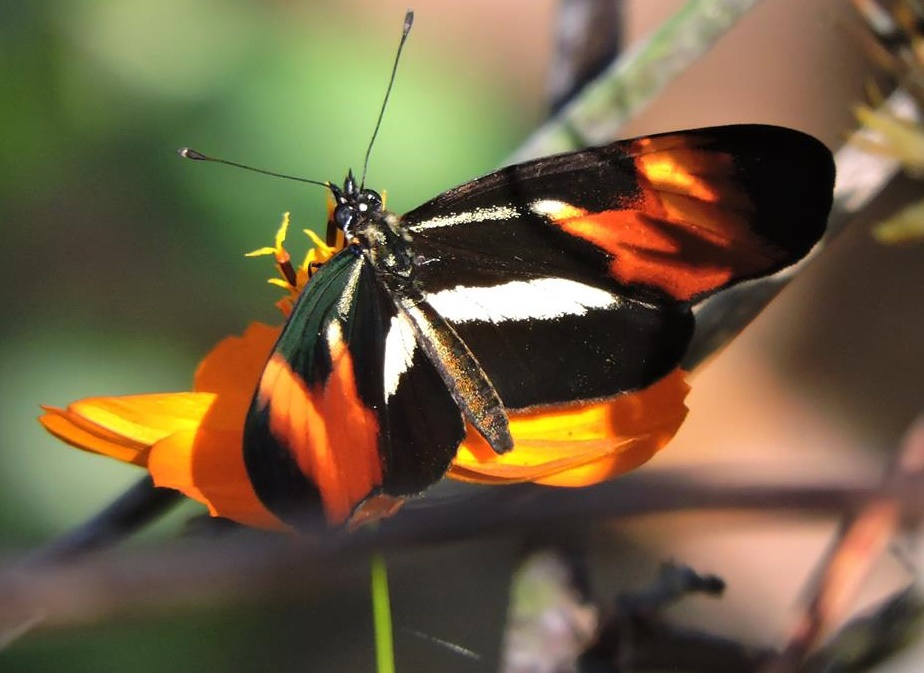
E. lansdorfi, vista superior, fotografada em Pindamonhangaba (SP).

## Hábitos
Esta espécie pode ser encontrada voando em trilhas de florestas úmidas, em clareiras e parques de cidades e em jardins. Se alimentam, quando adultas, de substâncias retiradas de flores como a Lantana ou de plantas da família Asteraceae.

## Diferenciação entre espécies
Eresia lansdorfi é um mímico batesiano das raças de borboletas Heliconius (Nymphalidae, Heliconiinae) do sudeste do Brasil até o norte argentino, como Heliconius erato e H. melpomene.

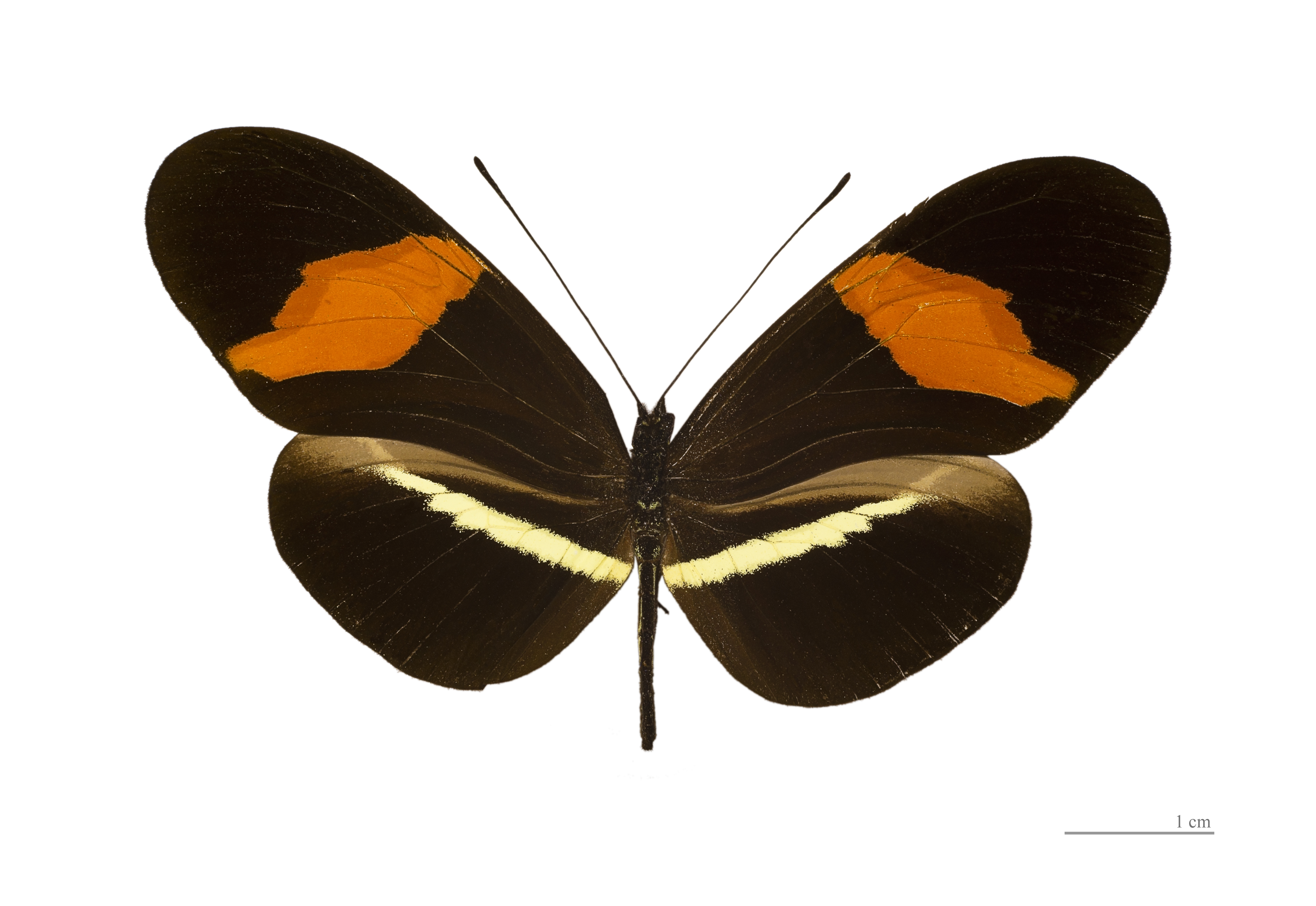
As borboletas Heliconiinae, como este espécime de Heliconius erato, apresentam asas anteriores com margens mais arredondadas e coloração mais homogênea em sua mancha superior avermelhada do que ocorre em E. lansdorfi.

## Discussão de relacionamentos filogenéticos
Segundo relações filogenéticas baseadas em análise molecular de Wahlberg e Freitas (no ano de 2007), a espécie Eresia lansdorfi não pertenceria ao mesmo clado que o restante do gênero Eresia.